# Veenmoeraswapenvlieg
De veenmoeraswapenvlieg (Odontomyia angulata) is een vliegensoort uit de familie van de wapenvliegen (Stratiomyidae). De wetenschappelijke naam van de soort is voor het eerst geldig gepubliceerd in 1798 door Panzer.